# El hombre ante el universo
El Hombre ante el Universo era un programa de televisión chileno, emitido por UCV Televisión. Es considerado el primer programa de televisión realizado y emitido en Chile, puesto que sirvió para marcar el inicio de las transmisiones regulares del canal, el 22 de agosto de 1959.

## Historia
Su primera temporada tuvo 20 capítulos semanales, y estuvo dedicada al sistema solar.
El programa, desarrollado por los profesores Wadim Praus y Jorge Curé, presentaba temas relativos a la ciencia, principalmente de astronomía, a través de paneles explicativos y comentarios del presentador, el mismo Wadim Praus, que desempeñaba funciones en la Universidad Católica de Valparaíso.
El hombre ante el universo continuó siendo emitido hasta 1966. En algunas ocasiones, el programa alternaba sus emisiones con Imaginación y números, un microprograma infantil que fue desarrollado por Wadim Praus.
No existen registros de posibles grabaciones del programa, debido a que las videocintas no fueron adoptadas por UCV Televisión hasta fines de los años 60. Sin embargo, en 1987, para el programa especial TV, una ventana mágica, se realizó una recreación del primer episodio del programa, y que en esta ocasión fue grabado.